# Македонско дружество „Гоце Делчев“ (Варна)
Македонското дружество „Гоце Делчев“ е местно дружество на българи емигранти от Македония и Одринска Тракия, съществуващо с прекъсвания в град Варна, България, от 1885 година.

## История

### Дружества до 1895 година
Първите македонски бежанци се установяват във Варна, веднага след Берлинския конгрес, който оставя града в новоформираното Княжество България, а Македония оставя на Османската империя. Още в 1880 година „злосчасните Македонски Българи, живущи в град Варна“ отправят апел към княз Александър I Български, в който след предглед на Македонския въпрос, подчертават, че възлагат надеждите си на българския княз, за да могат българите в Македония „да придобият человечески правдини... каквито се радват нашите братя в Източна Румелия“. Така основната идея на емиграцията е Македония да добие автономия подобна на тази на Източна Румелия.
В края на юни 1885 година, в хода на непосредствената подготовка на Съединението, във Варна е основано Македонско благотворително дружество. В устава на организацията пише: „Чрез изграждане на български училища и църкви в Македония, дружеството нека да подготви своите потиснати братя по вяра и род за бъдещето национално обединение на всички българи“, а целта е обозначена като: „подпомагане на българите в Македония“. Дружеството е фактор в града, създаващ и поддържащ патриотични настроения. Пръв председател на дружеството става Стоян Заимов, директор на Девическото училище. След няколко дена обаче Заимов е назначен за училищен инспектор в Шумен и председател става Иван Паунчев, който преподава във Варненската реална гимназия.
В 1892 година във Варна се основава Дружество „Св. св. Кирил и Методий“, клон на едноименното софийско дружество, основано на 31 май 1891 година. Целта на дружеството е благотворителна и културно-просветна работа сред българите в Османската империя. Варненското дружество има 301 членове, сред които търговци, инженери, архитекти, лекари, юристи, учители. То организира митинги и изпраща петиции до княза и до правителството за подобряване на съдбата на българите под османска власт.
В 1894 година във Варна се основава Общополитическо македонско дружество „Отечество“. Основният двигател на дружеството са братя Никола и Петър Драгулеви и Никола Полински. В ръководството влизат: Никола Драгулев - председател, Никола Полински - секретар, Христо Шотов, Коста Пържинов, Атанас Попов, Г. Лъджев, Георги Серафимов, Никола Дафинов, Христо Стефанов - членове. В приетия на следната година устав целта на дружеството е „да действува за политическото освобождение, гражданското и интелектуално повдигание на всички народности в Европейска Турция“. Малко по-късно „Отечество“ се обръща с „Възвание към всички македонци: българи, сърби, гърци, турци, власи, албанци (шкипитари) и др. народности, гдето и да са те, които искрено желаят умствената, гражданската и политическата свобода на народностите под турското владичество“. Възванието призовава към противопоставяне на насилията от страна на османските власти над християнските народности. „Ето защо македонците, живущи в гр. Варна, на 1894 г., 18-й Декемврий вечерта, на брой повече от 1000 души, се събрахме да обмислим как да се захване една плодотворна и сериозна борба против угнетителите на нашите съотечественици, една плодотворна и сериозна борба за политическото освобождение на турските роби на Балканский полуостров.“ Така дружеството се представя като организация на всички македонци на Балканския полуостров, както и в Австрия и Русия. Председателят му Никола Драгулев и първият секретар Никола Полински отправят позив за образуване на клонове на бъдещата организация. Драгулеви смятат, че в дейността на дружеството трябва да се внесе и политически елемент, тъй като макар то да не е партия, Македонският въпрос е политически и решаването му изисква адекватни средства, като културно-просветната и благотворителната дейност са само част от средствата за постигане на целта - освобождение на българите в Османската империя.

### В Македоно-одринската организация (1895 - 1903)
Със създаването на Македонската организация в 1895 година, на 17 май 1895 година се конституира ново, неполитическо Македонско дружество, което става неин клон. Дружеството трябва да обединява бежанците от Македония и Одринска Тракия, както и местни жители, които искат да работят за освобождението и обединението на всички българи. С втора точка съществуващото общополитическо дружество „Отечество“ се разтурва. При третата точка, избор на настоятелство, настъпват вълнения. Избрани са Илия Шотов - председател, Никола Полински - заместник-председател, Христо Стефанов - секретар и Никола Драгулев, Дамян Перелингов, Христо Кенков, Димитър Деревингов, Коста Пържилов,  Никола Дафинов и Ат. Попов. Видни дейци на дружеството са Дамян Перелингов са Георги Серафимов, Станислав Шумков, Александър Дякович, служил като председател на дружеството, Петър Джеров, Никола Кънев, Тодор Някшев, Илия Венов, Георги Каранджулов, също председател на дружеството.
Дружеството активно участва в дейността на Македонската организация - представено е на конгресите ѝ, като същевременно подпомага революционната активност на Вътрешната македоно-одринска революционна организация. Още през пролетта на 1895 година то активно се включва в подготовката на Четническата акция на Македонския комитет. След телеграмата на Трайко Китанчев, дружеството започва да събира пари и доброволци, които през лятото стигат 850 души. Дружеството поема тяхната издръжка и разходите по изпращането им към София. На Македонския комитет дружеството изпраща голямата сума от 11 000 лева, втората по-големина, след събраната от Софийското дружество.
След неуспеха на Четническата акция, дейността на дружеството заедно с тази на Върховния македонски комитет отслабва. В 1896 година тракийците се отделят от дружеството и основават дружеството „Странджа“. Двете дружества имат еднакви цели и задачи. Върховният комитет реагира отрицателно и предупреждава отцепника Драгулев, че „варненското дружество отговаря и за одринци и за македонци“. На 15 май 1896 година Върховният комитет отново се обръща към Драгулев с предупреждението, че действията му нанасят удар върху общата легална организация.
В 1899 година на Шестия македонски конгрес начело на Върховния комитет застава Борис Сарафов, който внася нов революционен дух и организацията поема курс към подготовка на въстание. Представителят на Варненското дружество на конгреса Перелингов също подкрепя революцията като единствено средство за постигане на целта, но се изказва против прибързано въстание. За една година Комитетът възстановява много стари дружества и създава нови. Във Варненско се появяват дружества в Нови пазар с председател Иван Мустаков (декември 1899 година), в село Осмар (11 февруари 1900 година), в Каварна и в Попина, Силистренско.
На 21 декември 1899 година е избрано четвъртото настоятелство на Варненското дружество: Тодор Нягшев - председател, Владимир Димитров и Михаил Ковчазов - подпредседатели, П. Скопанов - секретар, Георги Каранджулов - касиер и Христо Атанасов, Б. Минков, Петър Джеров, Ян. Томов, Йордан Мирчев, Димитър Стефанов и Г. Мутафов - съветници.
На 21 ноември 1899 година във Варна се появява ново македоно-одринско дружество „Родопи“ по инициатива на Петко войвода, който става и негов председател. В настоятелството влизат Никола Андреев, Александър Македонски, Дамян Перелингов, Марко Касабов. В приетия устав целите са формулирани като работа „за благото на Македония и Одринско... подпомагане на бедните и пострадали братя“. Така реално дружествата с подобна цел във Варна стават три и „Родопи“ също не е прието добре от Върховния комитет. Ставри Пинзов от името на „Родопи“ започва да събира помощи за бедните в Костурско. След негативната реакция от Върховния комитет, Петко войвода преосмисля нуждата от паралелно дружество и на 30 януари общото събрание на „Родопи“ приема дружеството да се влее в Македоно-одринското дружество и на 10 февруари дружеството е закрито.
След успешното обединение с „Родопи“ и след дълги преговори и настоявания от страна на председателя на Върховния комитет Сарафов и представителите на ВМОРО Гоце Делчев и Гьорче Петров, на Седмия конгрес от 30 юли до 5 август 1900 година „Странджа“ се връща в Македонската организация, която приема името Македоно-одринска организация и съответно и дружеството приема името Македоно-одринско дружество. През есента на 1899 година с помощта на офицери от Осми приморски пехотен полк във Варна е формирана първата стрелкова чета, част от стрелковите дружества, които Сарафов планира да се появят в цялата страна с цел военно обучение на неподлежащите на военна служба емигранти. След една година четата става Стрелково дружество, но в 1901 година под натиск от Великите сили дружествата са закрити от правителството. Оръжието и собствеността на Варненското са предадени на Македоно-одринското дружество, което ги изпраща в Османската империя на ВМОРО.
При засилилия се конфликт между Върховния комитет и Вътрешната организация в края на 1901 година и появата на два Върховни комитета - на генерал Иван Цончев и провътрешния на Христо Станишев, през септември 1902 година Варненското дружество също се разцепва и то се оказва с две настоятелства. Това на стария председател Георги Каранджулов държи канцеларията, архива, печата и знамето, но по-голямата част на членовете подкрепят настоятелството на Александър Дякович, което се настанява на улица „Русенска“, на втория етаж над гостилница „Солун“. При избухването на Горноджумайското въстание през септември настоятелството на Каранджулов заема изчаквателна позиция, а това на Дякович поддържа връзки и с двата комитета, но независимо от различията варненските дейци са активни. Част от доброволците от Варна успяват да достигнат бойното поле по време на въстанието. В писмо от 27 ноември 1902 година до Христо Станишев председателят на дружеството Каранджулов пише: „Общите работи тук не вървят добре. Злото тук не е толкоз в противниците на Вътрешната организация и на истинските патриоти в България, а в ниското умствено и нравствено положение на някои от членовете на настоятелството ни“. Скоро обаче чрез посредничеството на Тодор Нягшев и доктор Златаров през декември 1902 година двете варненски настоятелства се обединяват.
На 30 януари 1903 година и двата Върховни комитета са разтурени от правителството на Стоян Данев заедно с всички дружества в страната, включително Варненското.

### Илинденско-Преображенско въстание (1903)
Макар и след забрана на дружеството, варненската емиграция участва много по-активно в Илинденско-Преображенското въстание от лятото на 1903 година, тъй като то е подкрепено от всички македонски дружества в страната и при постигнатите споразумения за съвместни действия между Вътрешната организация и Върховния комитет на Иван Цончев, сред емиграцията няма колебания. През март 1903 година, под ръководството на Михаил Герджиков, и със съдействие на офицери от Осми полк от казармите са изнесени 60 пушки „Манлихер“, които са пренесени в Одринския революционен окръг. При избухването на въстанието във Варненско е образувана доброволческа чета от 40 души, начело на която застава Михаил Даев. Четата участва във въстанието в Одринско. От Варненско са изпратени в Империята значителни количества оръжия и боеприпаси. На 26 август 1903 година варненският деец Кръстьо Петков, който се занимава с набавяне на оръжие, съобщава на Васил Пасков в Бургас за изпращане на 1960 патрона за „Мартини“ и 336 патрона за „Бердана“. Петков пише: „нужни ли са хора, защото тук има голям наплив от хора и всеки ден правят главоболия за заминавание, па ако са нужни, да не ги спираме, ако ли не, то хич да не ги записваме“. Пасков отговаря, че хора има, но въоръжение липсва и моли Петков да се формира чета във Варненско, която сама да се въоръжи. На 23 септември Петков пише, че е изпратил още 5900 патрона за „Мартини“.

### Благотворителни братства
След закриването на Македоно-одринската организация и Върховния комитет, основна организационна алтернатива на емиграцията се оказват братствата. Братствата, като организации с чисто благотворителни задачи, се появяват по-рано. Още Шестият македонски конгрес (1 до 5 май 1899 година) ги вижда като начин за пълно приобщаване на емиграцията. Във Варна първо се създава Костурското братство в 1899 година, като същата година се образува и клон в Балчик на Охридското от София. Възраждане на братствата става обаче чак след закриването на МОО и притока на нови бежанци след потушаването на въстанието. След потушаването на въстанието, във Варненско се установяват над 3000 българи бежанци от Османската империя. През февруари 1904 година във Варна се провежда конгрес на Одринския революционен окръг, на който присъстват членовете на Главното боево тяло (щаба) Михаил Герджиков, Лазар Маджаров и Стамат Икономов и членовете на Одринския окръжен революционен комитет.
През януари 1904 година се появява Федерацията на македоно-одринските братства. В тази година във Варна възстановява дейността си Костурското братство - районът, от който произхождат повечето бежанци в града. През март 1905 година се създава и Одринското братство „Георги Кондолов“, а по-късно и Солунско, Дебърско и Охридско братство. През април братствата във Варна създават общо управително тяло със задача да направлява дейността им и да работи за пълно обхващане на бежанците. Приети са устав и правилник, като братствата запазват самостоятелността си, но трябва да участват в общите мероприятия. Братствата организират емиграцията до 1912 година, като се грижат за културно-просветния живот, но за разлика от македоно-одринското дружество не се ангажират пряко във въоръжената борба.
Варненските дейци обаче продължават да събират пари и да изпращат революционни дейци към Империята. В писмо до Сарафов от 1 май 1904 година се казва, че от Варна ще заминат групи македонци, вероятно за Костурско. В писмо до Сарафов от 2 август 1906 година се казва, че в града е събрана сума от 15 000 лева. В писмо до Сарафов от 29 юли 1906 година Ментеш Камхи от Варна съобщава, че чрез брат му Рафаел Камхи и Петър Лигушев са изпратени 100 наполеона в Битолско. На 19 февруари 1907 година С. Костов се оплаква, че отдавна има подготвена чета за Костурско, чието изпращане се бави от централното ръководство на Вътрешната организация. През пролетта на 1907 година новото Задгранично представителство в състав Христо Матов, Борис Сарафов и Иван Гарванов предприема активни мерки срещу сръбската и гръцката пропаганда и организира масово изпращане на чети от Свободна България. В писмо от Варна до Сарафов от 22 май 1907 година се казва, че има чета от 15-20 души, готови да заминат по възможност за родното им Леринско и, ако Сарафов е съгласен, да изпрати средства за екипирането ѝ. Сред водещите дейци във Варна в периода е Христо Попкоцев, установил се трайно във Варна в 1904 година. Във Варненското дружество традиционно силно влияние продължава да има Сарафов, поради факта, че дружеството е особено активно по време на неговото предстедателстване на Върховния комитет и поради тесните му връзки с Костурско, откъдето е по-голямата част на македонската емиграция във Варна.

### В Благодетелния съюз
В 1905 година, още преди свикването на Рилския конгрес, варненските емигрантски дейци дават инициативата за свикване на Македонска конференция за основаване на организация, която да замести МОО. Поради раздорите в емиграцията инициативата не среща голям отзвук и в София на 14 септември се явяват представители само от Видин, Добрич, Плевен, Търново, Стара Загора и Ямбол. Събранието избира тричленен комитет - Андрей Ляпчев, Андрей Башев, Владимир Дякович, който да работи за помирение и за свикване на всенародна конференция по Македонските работи. И така в началото на декември 1905 година в София е основан Благодетелният съюз.
В края на май 1910 година във Варна се срещат представители на БНМОРО с пратеника на ВМОРО и задграничен представител Христо Матов. Констатирано е, че между двете организации няма принципни разлики. На 26 май от Варна представителите на БНМОРО предлагат на Задграничното представителство проект за обединение, който гласи, че има само бивши дейци на Организацията, които трябва да започнат възстановяването ѝ на равни начала. Проектът е отхвърлен от Матов и двете организации се обединяват едва година по-късно.

### В Съюза на македонските емигрантски организации
На 6 април 1924 година братството си избира ново ръководство в състав Иван Сапунаров (председател), Георги Бошняков (подпредседател), Васил Алексиев (секретар), Васил Кузов (касиер), Никола Калашев (домакин) и съветници са Ламбо Капитанчев и Сл. Цеков.
На проведено редовно заседание на Македонското благотворително братство „Вардар“ във Варна на 14 декември 1924 година, ръководено от Иван Сапунаров и в присъствието на 44 редовни членове, взима решение да си промени името на Македонско благотворително културно-просветно благотворително братство „Тодор Александров“. В първи член на реформираната организация се чете, че „Българите емигранти и бежанци от Македония, както и техните наследници, без разлика на пол и политически убеждения, се организират в Македонско благотворително братство „Тодор Александров“ – гр. Варна.“ В управителното тяло влизат Иван Сапунаров (председател), Георги А. Бошнаков (подпредседател), Васил Алексиев (секретар), Васил Кузов (касиер), Никола Калешев (домакин), Ламбо Капитанчев (съветник) и Слави Петков (съветник). На 15 март 1925 година е избрано настоятелство в състав Юрдан Мирчев (председател), Иван Сапунаров (подпредседател), В. Орлов (секретар), Д. Богданов (касиер) и членове Никола Мусмански, Васил Алексиев и Иван Гилев. На 7 март 1926 година в настоятелството са избрани Михаил Николов (председател), Иван Гилев (подпредседател), Георги Бошнаков (секретар), Никола Маринчев (касиер) Христо Мелицов (домакин) и съветници Кръстю Кръснеков и Атанас Кенков.
Организацията се грижи за бежанците в региона, поддържа добри връзки с другите две македонски организации в града – младежката „Братя Миладинови“ и местния клон на Илинденската организация. През 1933 година дружеството е изключено от СМЕО, след като заема позиция за единство на македонското движение по време на Великия македонски събор, по предложение на политика Васил Василев. По-късно същата година членството на братството е възстановено, но е избрано ново ръководство в състав Димо Чулев (председател), Димитър Нацев (подпредседател), Яни Михайлов (секретар), Димитър Торбанов (касиер), Христо Д. Гелейчев (домакин), Никола Калешов (съветник) и Иван Заринчев (съветник). В контролната комисия са Григор Михайлов (председател), Сотир Христов и Ламбо Иванов – членове. Четиридесет от членовете на братството го напускат и се опитват да основат нова организация.
През 1931 година се основава Младежкото революционно дружество „Гоце Делчев“ - Варна, ръководено от Методи Хърватов. То издава редица вестници, книги, календари и списания. На 4 май 1933 година, по повод тридесет години от смъртта на Гоце Делчев, Македонско младежко дружество организира многохилядно шествие, започнало от Македонския дом в града. Чествания на Гоцев ден се превръщат в традиция за дружеството, което организира и излети и вечеринки. Дружеството издава „Гоцев лист“ в 1933 година. След Деветнадесетомайския преврат от 1934 година дружеството е временно закрито, но след като доказва, че не е политическа партия и възстановява дейността си. След сблъсъци с полицията през 1937 година е закрито и преминава към Македонското дружество „Тодор Александров”. 
През 1936 година в ръководното тяло на братството са Петко Костов (председател), Димитър Розов (подпредседател), Васил Конаков (секретар), Иван Анастасов (касиер), Благой Христов (домакин), Ник. Лафазанов (съветник) и Никола Ралчев (съветник). В Контролната комисия са Кирил Пенчев, Никола Димитров и Никола Алексиев.

### След Деветосептемврийския преврат
Между 1945 и 1947 година съществува Македонско братство „Яне Сандански“. Още на 27 септември 1944 година на общо събрание е избрано настоятелство в състав Илия Иванов, безпартиен (председател), Христо Миланов, звенар (подпредседател), Димитър Канев, комунист (секретар), Кръстю Нанов, комунист (касиер), Методи Цеков, безпартиен (домакин), а съветници са комунистите Благой Ляпчев и Благой Манолов. Името на организацията е сменено на 26 октомври 1944 година. На 14 декември братството отправя искане до коменданта на полицията да му се върнат иззетите инвентар и организационно знаме, но без резултат. През 1945 година в Македонския културен дом в града са настанени съветски войници, а братството постепенно е изцяло овладяно от Отечествения фронт. На 29 ноември 1944 година е направено голямо дарение на Македонската народоосвободителна войска в размер на 700 000 лева, като 200 000 са от македонската емиграция в града, а останалите от Отечествения фронт. В края на 1945 година е избрано ново ръководство. Антон Шокаров е председател, Благой Ляпчев е подпредседател, Георги Антонов е секретар, Кръстьо Тачев е касиер, Методи Цеков е домакин, Ламбо Андреев е организатор, Благой Манолов завежда културно-просветния отдел, Свобода Касабова завежда женския отдел, а Боян Христов – младежкия. Постепенно братството се съобразява с водената от ОФ политика за Културна автономия и македонизация на македонските българи. Братството е закрито на 26 май 1947 година.

### След промените от 1989 година
През 1989 година Македонско дружество „Гоце Делчев“ - Варна е възстановено. Помещава се в Македонския културен дом в града.